# Sobięcin (Wałbrzych)

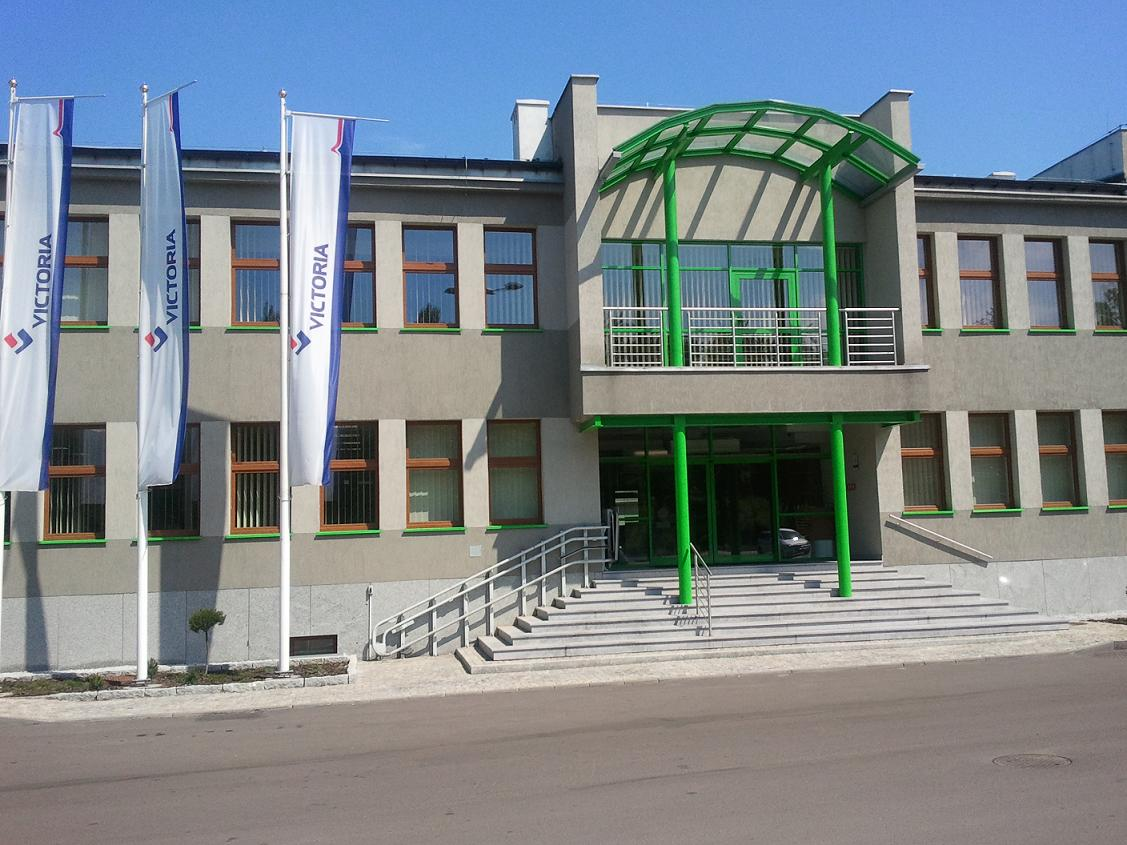
Biurowiec Koksowni Victoria

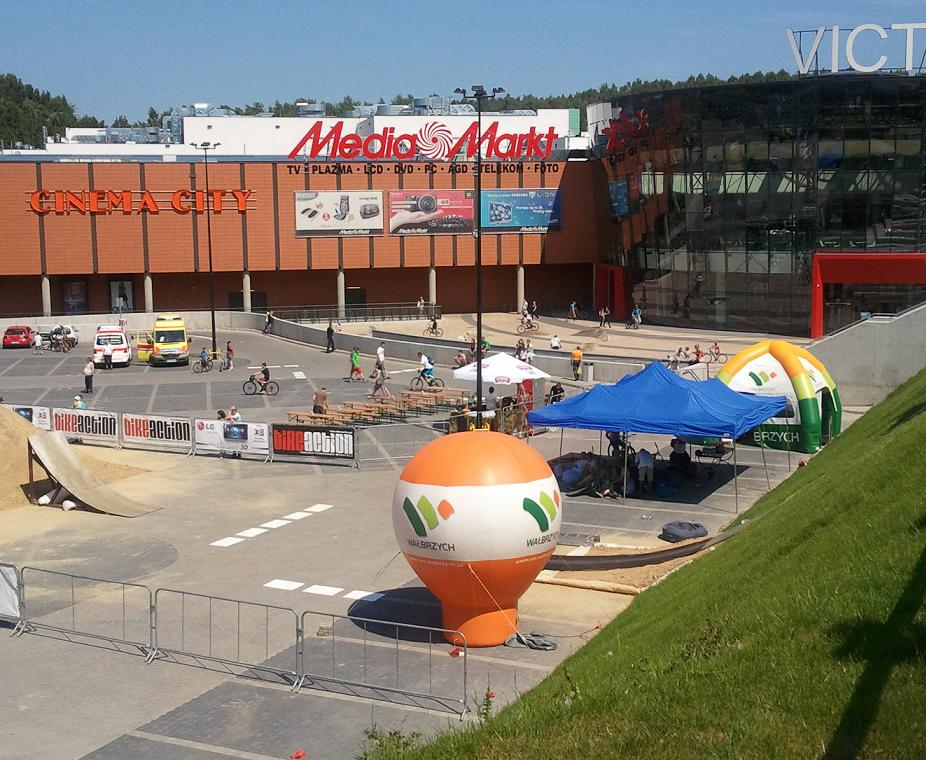
Zawody w akrobatyce rowerowej na terenie CH Galeria Victoria

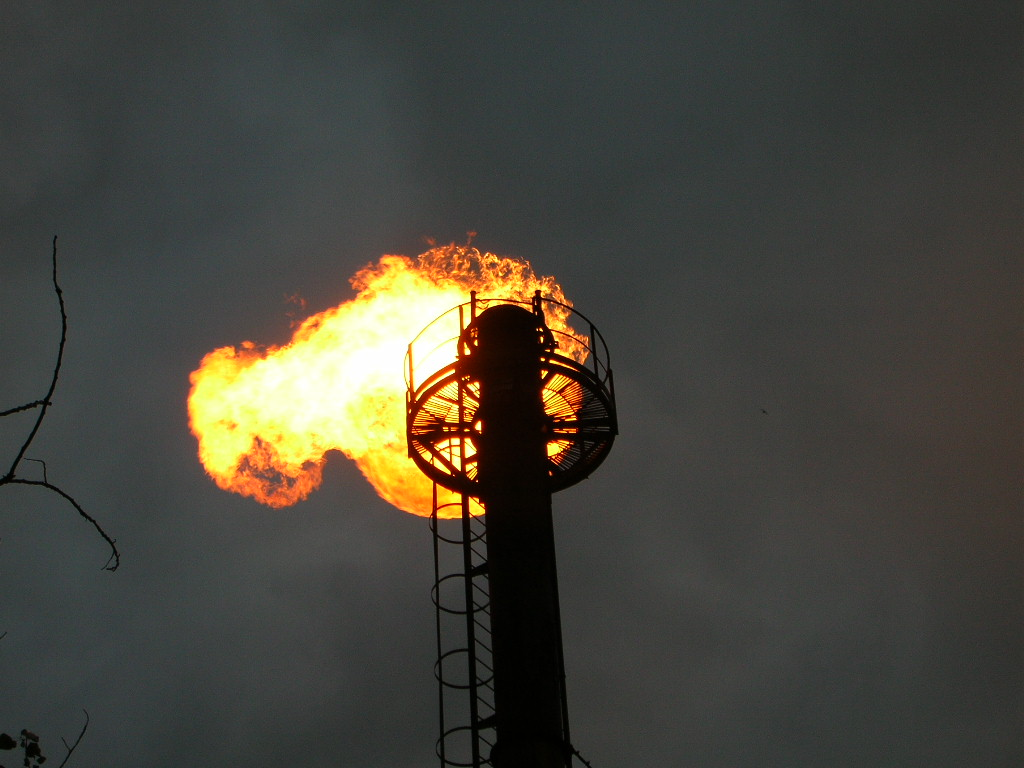
Palnik Koksowni Victoria

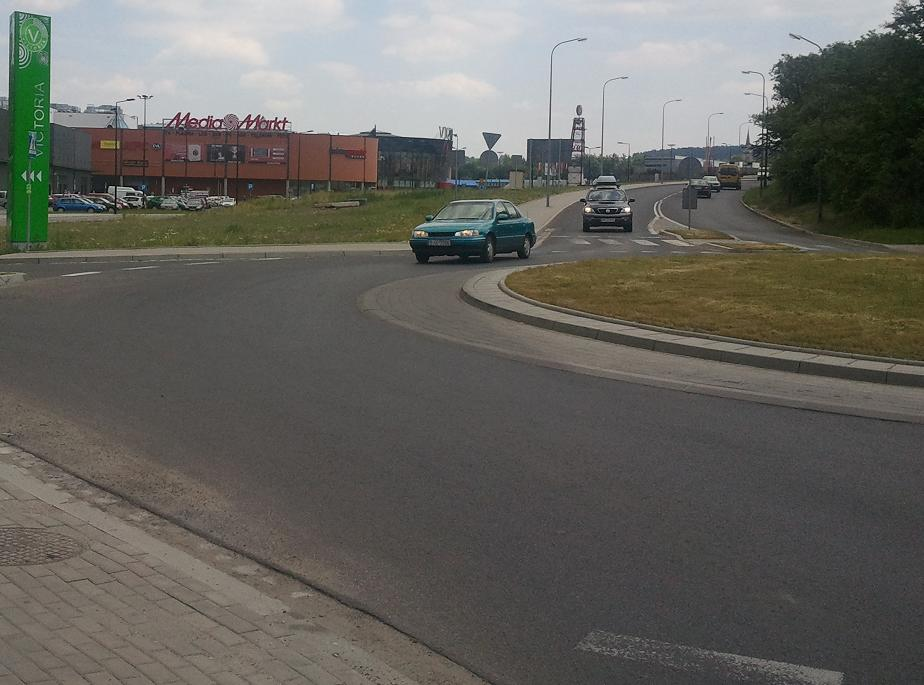
Rondo oraz ulica 1 Maja w ciągu drogi wojewódzkiej nr 367, łączącej Wałbrzych z Jelenią Górą. W tle widziana galeria handlowa „Victoria”

Sobięcin (Węglewo, niem. Hermsdorf) – dzielnica Wałbrzycha, do 1950 odrębna miejscowość, 1945–1950 samodzielne miasto, włączone 1 stycznia 1951 w większości (oprócz Sobięcina Górnego, który włączono do Boguszowa) do Wałbrzycha na skutek jego gwałtownego rozwoju industrialnego. Według danych z Urzędu Miejskiego w Wałbrzychu na 16 kwietnia 2014 roku dzielnicę Sobięcin zamieszkiwało 6212 osób.

## Nazwa zwyczajowa
Jedno z osiedli w dzielnicy zwane jest „Palestyną”, ponieważ w dolnej jej części, znajdującej się w zakolu linii kolejowej po II wojnie światowej osiedliła się duża grupa Żydów, stanowiąca sporą część ludności ówczesnego miasta.

## Gospodarka
Dzielnica stanowi ośrodek przemysłu ciężkiego, głównie kopalni i koksowni. Obecnie większość z dawnych z zakładów upadła, co przyczyniło się do ogromnego bezrobocia w tej dzielnicy, w której zamieszkiwały głównie rodziny górnicze. Sobięcin prezentuje unikatową zabudowę przemysłową, obecnie jednak stare poniemieckie kamienice nierestaurowane od lat znajdują się zazwyczaj w fatalnym stanie. Niektóre z nich zostały objęte miejskim programem wyburzeń. Zachodzące w Wałbrzychu procesy inwestycyjne prowadzą do rewitalizacji dzielnicy, a nowe zakłady pracy w znacznym stopniu ograniczają bezrobocie.
Na Sobięcinie powstał największy w regionie kompleks handlowo-rozrywkowy, Galeria „Victoria”, w skład której oprócz galerii handlowej z ok. 200 sklepami i restauracjami wchodzi multikino Cinema City (8 sal kinowych, 1300 miejsc), hotel międzynarodowej sieci Ibis, amfiteatr, salon gier oraz sezonowe lodowisko.

## Edukacja
W dzielnicy znajdowały się:
- Przedszkole Niepubliczne „Sobięcinek”, ul. Żołnierzy II Armii 4
- Publiczna Szkoła Podstawowa nr 17 im. Marii Konopnickiej, ul. 1 Maja 117
- Publiczne Gimnazjum nr 4, ul. 1 Maja 117 (budynek połączony z PSP 17 wskutek ograniczeń kosztów)
- III Liceum Ogólnokształcące im. Mikołaja Kopernika
- Prywatne Liceum Ogólnokształcące i Gimnazjum ss. niepokalanek im. bł. Matki Marceliny Darowskiej w Wałbrzychu
- Wyższa Szkoła Zarządzania i Przedsiębiorczości z siedzibą w Wałbrzychu
- Zespół Szkół Ekonomicznych, który został przeniesiony do dzielnicy Rusinowa.

## Transport
Przez dzielnicę biegną trasy:
- 367 Droga wojewódzka nr 367 (Jelenia Góra – Wałbrzych)
- 375 Droga wojewódzka nr 375 (Stare Bogaczowice – Wałbrzych)

Na granicy Sobięcina oraz centrum Wałbrzycha znajduje się także węzeł drogowy łączący Sobięcin z 35 Drogą krajową nr 35 oraz centrum miasta.
Do głównych arterii drogowych dzielnicy Sobięcin należą ulice:
- 1 Maja
- Żołnierzy II Armii
- Zachodnia
- Kosteckiego

W odległości ok. 200 m od Sobięcina znajduje się dworzec kolejowy Wałbrzych Fabryczny.